# Маяк (гора, Парамушир)
Гора Маяк  — гора в северной части острова Парамушир, входящем в состав северной группы Большой гряды Курильских островов.
Высота 125 метров над уровнем моря.

## Географическое описание
Гора Маяк находится в западной части города Северо-Курильск. Портовая част города размещена на мысе Опорный у подножий горы Маяк.

## Геология
Северная часть острова Парамушир сложена из пород от верхнемиоцен-плиоценового периода. Фундаментом являются осадочные породы Парамуширского комплекса свит. У горы Маяк отложения свиты образуют моноклинальную структуру, наклоненную в восточном направлении под углом 25-30 градусов.
В рельефе горы Маяк хорошо выражены и заметны силлы и секущие тела. Вмещающими породами являются отложения среднепарамуширской серии. Мощность силла горы Маяк в пределах 15-20 м. С северо-западной стороны горы Маяк силл погружается в восточном направлении под воды Второго Курильского пролива. Структура сила сложена из порфировых анортозит-диабазов.  С южной стороны горы Маяк из под воды торчат останцы, они хорошо заметны на водной поверхностью. На северо-восточной стороне, в верхней части склона находится несколько даек, их простирание близко к широтному. Эти дайки формируют вершину горы Маяк.